# Термінатор (електроніка)

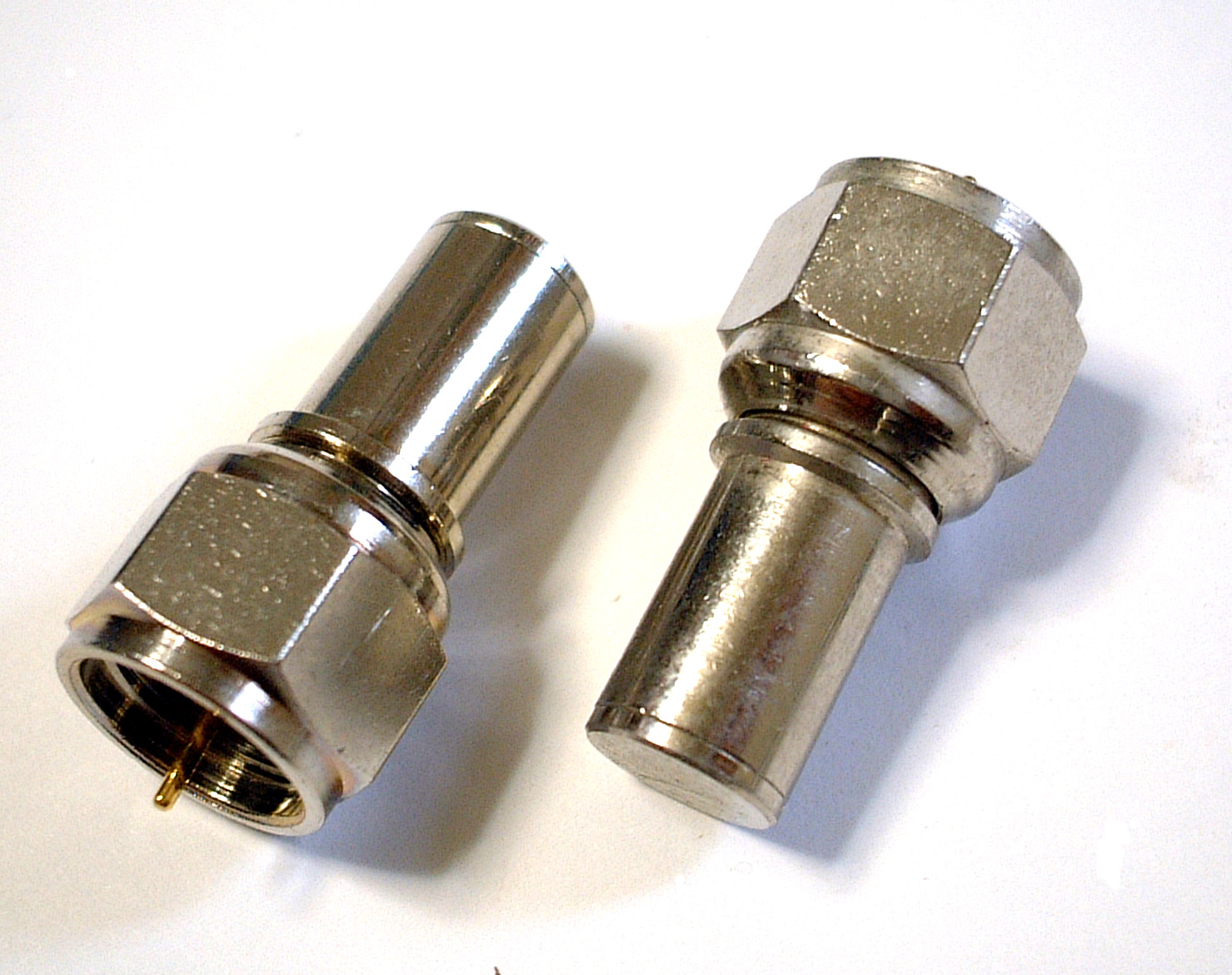
Термінатори з коаксіальним роз'ємом

Термінатор — поглинач енергії (зазвичай резистор) на кінці довгої лінії, опір якого дорівнює хвильовому опору даної лінії. Слово «термінатор» застосовується в комп'ютерному жаргоні, термінологічним синонімом йому є «узгоджене навантаження».

## Призначення
Термінатор є узгодженим навантаженням для довгої лінії. Погоджене навантаження володіє такими корисними властивостями:
- Біжуча хвиля, що приходить з лінії, повністю поглинається в узгодженому навантаженні, тому віддзеркалення хвилі назад в лінію відсутнє. Це означає, що стоячі хвилі в лінії передачі також відсутні.
- Вхідній імпеданс лінії, навантаженої на узгоджене навантаження, дорівнює хвильовому опору лінії.

## Використання
Термінатори застосовуються на всіх лініях, що з'єднують передавач і приймач сигналу, коли відбитий від кінця лінії сигнал значно впливає на роботу лінії зв'язку. При невеликих довжинах ліній накладення відбитого сигналу призводить до затягування фронтів (тобто до зниження швидкості передачі), при збільшенні довжини лінії таке накладення сигналів призводить лінію в непрацездатний стан.
Узгодження навантаження застосовується на більшості ліній зв'язку. Окремо слід розглянути системи, в яких присутні кілька приймачів:
Комп'ютерні мережі 10BASE-2 і 10BASE-5 вимагають установки на кінцях коаксіального кабелю термінуючого резистора 50 Ом.
Шинні інтерфейси RS-423, RS-485 і RS-422 вимагають установки на кінцях сполучної лінії (кручена пара) термінуючого резистора 120 Ом. В деяких промислових пристроях такий резистор вбудований і підключається перемичкою, або вимикачем, але частіше його необхідно встановлювати при монтажі як окремий виріб.
У шинах SCSI термінатор вбудований в більшість пристроїв. Термінатор підключається спеціальними вимикачами тільки на кінцях ліній. Також виробляються термінуючі пристрої у вигляді окремих модулів.
Широко застосовується в надвисокочастотній електроніці. У побуті використовується на коаксіальних кабелях (в основному Ethernet) і шлейфах SCSI.

## Активний термінатор
Активний термінатор є одним з видів однополярного SCSI термінатора з вбудованим регулятором напруги для компенсації змін напруги живлення термінатора.
Живлення  подається від одного з пристроїв SCSI (наприклад, хост-адаптера), через шину по лінії TERMPWR. Існують три можливих варіанти подачі живлення для термінатора: 
- Живлення для термінатора (зовнішнього або внутрішнього) подається з пристрою SCSI на лінію TERMPWR шини SCSI (TP to Bus, або Drive Supplies Bus)
- Живлення для термінатора (зовнішнього або внутрішнього) береться від лінії TERMPWR шини SCSI (TP from Bus, або Bus Supplies Drive)
- Живлення для термінатора (внутрішнього) береться від пристрою, в який він вбудований (TP from Drive, або Drive Supplies Own).